# 桃果園鎮區 (伊利諾伊州福德縣)
桃果園鎮區（英語：Peach Orchard Township）是位於美國伊利諾伊州福特縣的一個行政鎮區。

## 地方資料
根據2010年美國人口普查的數據，桃果園鎮區的面積為62.70平方千米，當中陸地面積為62.70平方千米，而水域面積為0.00平方千米。當地共有人口580人，而人口密度為每平方千米9.25人。